# Nati nel 1336
| Questa pagina contiene informazioni ricavate automaticamente dalle voci biografiche con l'ausilio del template Bio e di un bot. L'aggiornamento è periodico e automatico e ricostruisce completamente la pagina. Se manca una persona in questa lista, sei pregato di non aggiungerla, ma accertati piuttosto che la sua voce biografica contenga il template Bio e che i dati anagrafici siano correttamente compilati. Se il template Bio manca, inseriscilo tu stesso o, in alternativa, metti l'avviso {{tmp\|Bio}} che ne segnala la mancanza. Se i dati riportati sono sbagliati, correggi direttamente la voce biografica; le modifiche saranno visibili in questa lista entro pochi giorni. Per chiarimenti vedi il progetto biografie. La lista contiene solo le 16 persone che sono citate nell'enciclopedia e per le quali è stato implementato correttamente il template Bio. Pagina aggiornata al 18 ago 2025. |

- 12 marzo - Edoardo di Gheldria, duca († 1371)
- 23 aprile - Olivier V de Clisson, generale francese († 1407)
- 1º luglio - Filippo d'Orléans, duca francese († 1375)
- 25 luglio - Alberto I di Baviera, nobile († 1404)
- 24 agosto - Giacomo IV di Maiorca, sovrano spagnolo († 1375)
- 21 dicembre - Baldassarre di Turingia, nobile tedesco († 1406)
- Baldassarre Buonaiuti, storico italiano († 1386)
- Filippo di Navarra, principe e conte († 1363)
- Gao Qi, poeta e scrittore cinese († 1374)
- Francesco Giustiniani Garibaldo, doge († 1408)
- Luigi d'Étampes, conte francese († 1400)
- Sinibaldo Ordelaffi, nobile italiano († 1386)
- Bianca di Savoia, sovrana italiana († 1387)
- Tamerlano, condottiero mongolo († 1405)
- Centurione I Zaccaria, nobile († 1382)
- Bertrando Rossi juniore, nobile e diplomatico italiano († 1396)